# تشانغ لاي
تشانغ لاي (بالصينية: 张烈) هو لاعب كرة قدم صيني في مركز حراسة المرمى، ولد في 25 مايو 1982 في شنيانغ في الصين. شارك مع منتخب الصين لكرة القدم. أما مع النوادي، فقد لعب مع نادي غوانغجو آر أند إف ونادي غويزهو رينهي.

## وصلات خارجية
- تشانغ لاي على موقع قاعدة بيانات كرة القدم.إي يو (الإنجليزية)
- تشانغ لاي على موقع ناشيونال فوتبول تيمز (الإنجليزية)
- تشانغ لاي على موقع Soccerway.com (الإنجليزية)